# Aziatisch-Oceanisch kampioenschap korfbal 2014
Het Aziatisch-Oceanisch kampioenschap korfbal 2014 wordt van 17 augustus 2014 tot en met 23 augustus 2014 in Hongkong gehouden. Het is de negende editie van dit toernooi. In 2010 won Chinees Taipei de titel. De verwachtingen zijn dat tien Aziatisch en Oceanische leden van de IKF zullen deelnemen. De finale wordt gespeeld op 23 augustus.

## Deelnemers
- China (gastland)
- Chinees Taipei (titelverdediger)
- Australië
- Nieuw-Zeeland
- Japan
- Macau
- Zuid-Korea
- Hongkong
- Maleisië
- Indonesië

## Hoofdtoernooi

### Poule A
| Land           | Win | Gel | Ver | DV  | DT  | +/-  | Pnt |
| -------------- | --- | --- | --- | --- | --- | ---- | --- |
| Chinees Taipei | 4   | 0   | 0   | 146 | 41  | +105 | 12  |
| Hongkong       | 3   | 0   | 1   | 83  | 46  | +37  | 9   |
| Nieuw-Zeeland  | 2   | 0   | 2   | 34  | 73  | -39  | 6   |
| Zuid-Korea     | 1   | 0   | 3   | 35  | 75  | -40  | 3   |
| Japan          | 0   | 0   | 4   | 37  | 100 | -63  | 0   |

| Datum       | Plaats   | Land           | Score   | Land           |
| ----------- | -------- | -------------- | ------- | -------------- |
| 17 augustus | Hongkong | Hongkong       | 17 - 6  | Zuid-Korea     |
| 17 augustus | Hongkong | Nieuw-Zeeland  | 11 - 9  | Japan          |
| 18 augustus | Hongkong | Japan          | 7 - 9   | Zuid-Korea     |
| 18 augustus | Hongkong | Hongkong       | 10 - 23 | Chinees Taipei |
| 18 augustus | Hongkong | Nieuw-Zeeland  | 11 - 5  | Zuid-Korea     |
| 19 augustus | Hongkong | Chinees Taipei | 45 - 11 | Japan          |
| 19 augustus | Hongkong | Hongkong       | 21 - 7  | Nieuw-Zeeland  |
| 20 augustus | Hongkong | Chinees Taipei | 40 - 15 | Zuid-Korea     |
| 20 augustus | Hongkong | Hongkong       | 35 - 10 | Japan          |
| 20 augustus | Hongkong | Chinees Taipei | 38 - 5  | Nieuw-Zeeland  |

### Poule B
| Land      | Win | Gel | Ver | DV  | DT | +/- | Pnt |
| --------- | --- | --- | --- | --- | -- | --- | --- |
| Australië | 4   | 0   | 0   | 106 | 27 | +79 | 12  |
| China     | 3   | 0   | 1   | 110 | 40 | +70 | 9   |
| Maleisië  | 2   | 0   | 2   | 41  | 67 | -26 | 6   |
| Macau     | 1   | 0   | 3   | 36  | 93 | -57 | 3   |
| Indonesië | 0   | 0   | 4   | 24  | 90 | -66 | 0   |

| Datum       | Plaats   | Land      | Score   | Land      |
| ----------- | -------- | --------- | ------- | --------- |
| 17 augustus | Hongkong | China     | 25 - 4  | Indonesië |
| 17 augustus | Hongkong | Macau     | 8 - 15  | Maleisië  |
| 18 augustus | Hongkong | Maleisië  | 12 - 5  | Indonesië |
| 18 augustus | Hongkong | Australië | 20 - 14 | China     |
| 18 augustus | Hongkong | Macau     | 17 - 11 | Indonesië |
| 19 augustus | Hongkong | China     | 42 - 5  | Macau     |
| 19 augustus | Hongkong | Australië | 25 - 3  | Maleisië  |
| 20 augustus | Hongkong | Australië | 36 - 4  | Indonesië |
| 20 augustus | Hongkong | China     | 29 - 11 | Maleisië  |
| 20 augustus | Hongkong | Australië | 25 - 6  | Macau     |

## Eindstand van het toernooi
| Plaats op ranglijst | Team           |
| ------------------- | -------------- |
| Goud                | Chinees Taipei |
| Zilver              | Australië      |
| Brons               | China          |
| 4                   | Hongkong       |
| 5                   | Maleisië       |
| 6                   | Nieuw-Zeeland  |
| 7                   | Zuid-Korea     |
| 8                   | Macau          |
| 9                   | Japan          |
| 10                  | Indonesië      |

| Kampioen van 2014 |
| ----------------- |
| Chinees Taipei    |

1990 · 
1992 · 
1994 · 
1998 · 
2002 · 
2004 · 
2006 · 
2010 · 
2014 · 
2018 · 
2022 ·